# Poscomp
POSCOMP é um exame organizado anualmente pela Sociedade Brasileira de Computação com o objetivo de avaliar os conhecimentos em computação dos candidatos a vagas em programas de pós-graduação na área. As instituições que oferecem as vagas utilizam o resultado do exame de diversas formas em seus processos seletivos.
São avaliadas três competências: matemática, fundamentos da computação e tecnologia da computação, distribuídas em 70 questões de múltipla escolha. Os assuntos abordados em geral fazem parte do currículo dos cursos de computação das principais universidades e faculdades do Brasil. Desde 2006, em uma parceria com a Sociedade Peruana de Computação, o Exame passou a ser realizado também no Peru.
O exame é tido como um exame bastante difícil, tendo como média pouco mais de 30% de acerto em suas questões [carece de fontes?].
A primeira edição do exame ocorreu em 2000, mas só em 2002 ela passou a ser organizada pela SBC [carece de fontes?]. Após a realização, as provas e os gabaritos são publicados no site oficial e o resultado é informado individualmente aos participantes.

## Obrigatoriedade
As seguintes instituições brasileiras exigem o resultado deste exame em seu processo de admissão:
- Departamento de Ciência da Computação da Universidade Federal de Lavras (PPGCC-UFLA)
- Instituto de Informática da Universidade Federal de Goiás (INF - UFG)
- Escola de Artes, Ciências e Humanidades da Universidade de São Paulo (EACH-USP)
- Instituto de Computação da Unicamp (IC)
- Instituto de Matemática e Estatística da Universidade de São Paulo (IME-USP)
- Instituto de Ciências Matemáticas e de Computação da Universidade de São Paulo (ICMC-USP)
- Instituto de Informática da Universidade Federal do Rio Grande do Sul (II-UFRGS)
- Faculdade de Informática da Pontifícia Universidade Católica do Rio Grande do Sul (FACIN-PUCRS)
- Departamento de Computação da Universidade Federal de São Carlos (DC-UFSCar)
- Departamento de Informática e Estatística da Universidade Federal de Santa Catarina (INE - UFSC)
- Faculdade de Computação da Universidade Federal de Mato Grosso do Sul (FACOM - UFMS) [2]
- Faculdade de Computação da Universidade Federal de Uberlândia (UFU)
- Faculdade de Computação da Universidade Federal do Pará (UFPA)
- Universidade Estadual de Londrina (UEL)
- Universidade Federal do Rio de Janeiro (UFRJ) não exige, mas poderá utilizar os resultados deste exame como parte de seu processo de seleção.
- Universidade Federal de Minas Gerais (UFMG)
- Departamento de Computação da Universidade Federal de Ouro Preto (DECOM-UFOP) não exige, mas é fortemente recomendado.
- Departamento de Informática (DPI) da Universidade Federal de Viçosa (UFV) não exige, mas o resultado do POSCOMP é fortemente recomendado para todos os candidatos ao Mestrado no DPI - Departamento de Informática da UFV.
- Faculdade de Tecnologia (FT) da Universidade Federal do Amazonas (UFAM)
- Mestrado em Ciência da Computação da Universidade Estadual de Maringá (UEM)
- Universidade Federal do Espírito Santo (UFES)
- Universidade Tecnológica Federal do Paraná (UTFPR) - Programa de Pós-Graduação em Computação Aplicada (PPGCA)
- Universidade Federal de São Paulo - PPGCC - no Mestrado, para avaliação e classificação dos candidatos